# 山本正子
山本 正子（やまもと まさこ、1948年（昭和23年）10月25日 - ）は、日本の保健学者。栄養学者。元徳島文理大学家政学部教授。
徳島女子大学家政学部家政学科卒業。徳島大学保険学博士取得。徳島県出身。

## 経歴
徳島県出身。1971年（昭和46年）に徳島女子大学家政学部家政学科（現在の徳島文理大学人間生活学部）を卒業。大学を卒業後は同年に徳島女子大学家政学部の助手に就任した。
1989年（平成元年）に徳島大学で保険学博士を取得し、同年に徳島文理大学短期大学部の講師に就任。
1995年（平成7年）に徳島文理大学家政学部の助教授に就任。1997年（平成9年）に同大学大学院家政学研究科食物学専攻博士前期課程の助教授に就任。2003年（平成15年）に徳島文理大学短期大学部の教授に就任。
またこれまでに日本栄養食糧学会・日本生化学会・日本家政学会・日本臨床栄養学会・日本栄養改善学会・日本食育学会・日本応用きのこ学会・日本菌学会などに所属。

## 著書
- 『基礎栄養学』（2003年11月28日、講談社）
- 『栄養学総論』（1998年、講談社）
- 『ヒトの生化学』（1992年、講談社サイエンティフィク）